# Ctenidium subrectifolium
Ctenidium subrectifolium là một loài Rêu trong họ Hypnaceae. Loài này được (Brid.) W.R. Buck & B.H. Allen mô tả khoa học đầu tiên năm 2004.